# Afonso Lopes
Afonso Lopes foi um navegador português.
Foi um dos integrantes da frota portuguesa que participou do descobrimento do Brasil. Aparece mencionado na Carta de Pero Vaz de Caminha sobre o feito a D. Manuel. É, juntamente com Pero Escobar, um dos únicos dois pilotos que se tem registro da armada.